# Кукк, Юри Альбертович
Юри Кукк (эст. Jüri Kukk; 1 мая 1940, Пярну, Эстония — 27 марта 1981, Вологда, РСФСР, СССР) — эстонский советский химик, диссидент, кандидат химических наук, преподаватель Тартуского университета.
В 1972 году защитил кандидатскую диссертацию «Исследование состояния поверхности электрода и кинетики катодных реакций на олове». Участник петиционных кампаний, протестовал против ввода советских войск в Афганистан. С 1978 года добивался выезда из СССР.
Политзаключённый (1980—1981), осуждён по одному делу с М.-О. Никлусом. Умер в Вологодской тюремной больнице после длительной голодовки.
В Тарту с 1997 года проводятся международные конференции памяти учёного.